# 普雷斯帕協議
普雷斯帕協議，又稱普雷斯帕協定或普雷斯帕條約，是希臘和馬其頓共和國在聯合國主持下於2018年6月12日達成的一項協議，旨在解決馬其頓共和國長期以來的爭端名稱。

## 背景
馬其頓共和國在1991年獨立後，鄰邦的希臘政府承認其國家地位，但強烈反對該國使用「馬其頓」做為國名。該爭議奠基於「馬其頓」在希臘歷史上的地位、馬其頓做為地區在歷史上的多次分割及歸屬變遷，以及兩國在民族與文化上的差異。
2011年12月，世界上有133个国家承认「马其顿共和国」这一名称，而联合国及德国、法国、日本、澳大利亚等国家则使用「前南斯拉夫马其顿共和国」这一名称。
2018年6月，两国就这一争端进行过多次协商，并达成一致意见——马其顿共和国将更名为「北马其顿共和国」，并在经过马其顿议会批准和举行全民公投后正式确定新名称。但在同年9月30日舉行的公投卻因投票率不足50%而宣告失敗。2018年10月19日，马其顿就国名更改举行议会修宪投票，以超过国会三分之二的票数通过法案，啟動更名为“北马其顿”的修憲程序，为正式加入北约和欧盟铺平了道路。马其顿国家议会议长贾菲里宣布，国名宪法修正案获得了80票赞成，已达到修宪法定议员支持人数，马其顿宪法国名将正式变更为“北马其顿共和国”，馬其頓方面於2019年1月11日完成程序，希臘國會於2019年1月25日通過更改協議。2019年2月12日，馬其頓共和國正式更名為北馬其頓共和國。此前，馬其頓名稱爭議對相關國家乃至各方面都受其擾，比如在體育賽事如奥林匹克运动会中都是使用「前南斯拉夫馬其頓共和國」。

## 外部連結
- Igor Janev, Prespa Agreement And Its Effects On Macedonian Right To National Identity: An Act of Ethno– Genocidal Termination of the National Identity, Lambert Academic Publishing 2021. ISBN 978-620-4-71741-8.  （页面存档备份，存于）